# Albert Hammond
Albert Louis Hammond (Londra, 18 maggio 1944) è un cantautore britannico, originario di Gibilterra.

## Biografia
Originario di Gibilterra, è nato a Londra nel periodo in cui la sua famiglia era stata evacuata a causa della seconda guerra mondiale. Nel 1960 ha avviato la sua carriera musicale a Gibilterra col gruppo The Diamond Boys. Nel 1966 ha cofondato il gruppo The Family Dogg, attivo per circa dieci anni.
Ha lavorato spesso con Mike Hazlewood, scrivendo con lui molte canzoni per altri artisti come Joe Dolan e The Hollies.
Negli anni '70 ha lavorato negli Stati Uniti pubblicando diverse hit come It Never Rains in Southern California (1972), The Free Electric Band (1973), I'm a Train (1974) e 99 Miles from L.A. (1975).
Nel 1977 ha scritto con Carole Bayer Sager il brano When I Need You, portato al successo da Leo Sayer.
Insieme ad Hal David ha scritto altri brani di prestigio come To All the Girls I've Loved Before, canzone interpretata da Julio Iglesias e Willie Nelson nel 1984. Con Diane Warren ha scritto Nothing's Gonna Stop Us Now, cantata dagli Starship nel 1987, I Don't Wanna Live Without Your Love, portata al successo dai Chicago e It Isn't, It Wasn't, It Ain't Never Gonna Be, brano eseguito da Aretha Franklin e Whitney Houston nel 1989.
Insieme a John Bettis ha scritto One Moment in Time, brano cantato da Whitney Houston come inno delle Olimpiadi 1988.
È coautore di When You Tell Me That You Love Me, canzone eseguita da Diana Ross nel 1991.
Ha scritto o coscritto infine diversi brani per Tina Turner (I Don't Wanna Lose You, Be Tender with Me Baby, Way of the World, Love Thing).
Suo figlio Albert Hammond Jr. è un musicista di successo, membro dei The Strokes.
Nel 2000 è stato inserito nella Songwriters Hall of Fame.
Nel 2013 inizia a tornare sui palchi. Suona concerti soprattutto in Germania, Austria, Inghilterra, Danimarca, nel Belgio, Olanda ma anche nel Sudafrica e Gibraltar. 

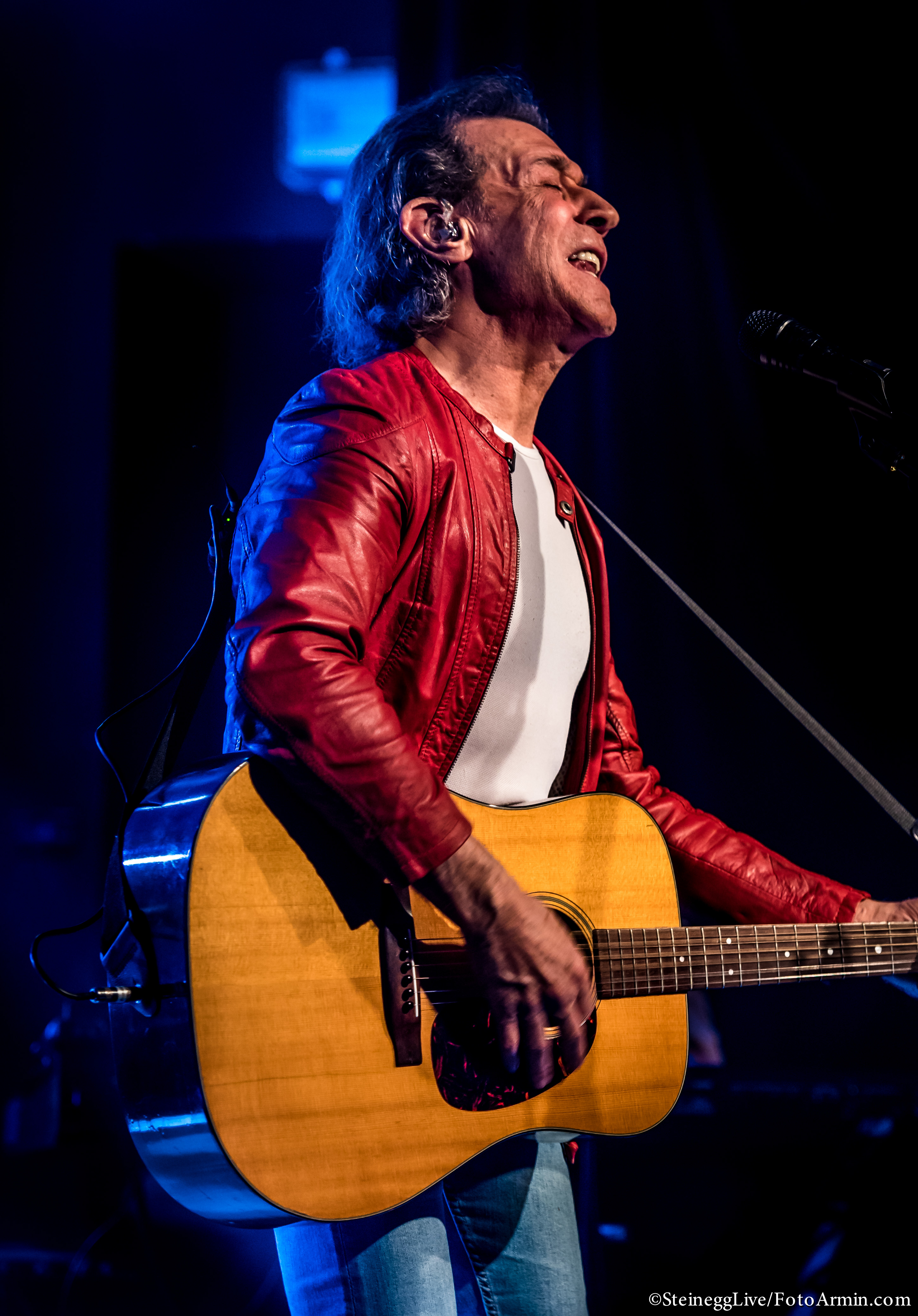
Albert Hammond allo Steinegg Live Festival 2017

Nel 2017 esce il primo DVD Songbook-Tour - Live In Berlin. Sempre nel 2017 continua la sua Songbook-Tour e torna per un'unica tappa anche in Italia. Suona un concerto allo Steinegg Live Festival di Collepietra / Bolzano.

## Discografia
- 1972 - It Never Rains in Southern California
- 1973 - The Free Electric Band
- 1974 - Albert Hammond
- 1975 - 99 Miles from L.A.
- 1976 - Canta Sus Grandes Éxitos En Español E Inglés
- 1976 - My Spanish Album
- 1977 - Mi Album de Recuerdos
- 1977 - When I Need You
- 1978 - Albert Louis Hammond
- 1979 - Al Otro Lado Del Sol
- 1979 - Comprenderte
- 1981 - Your World and My World
- 1982 - Somewhere in America
- 1989 - Best of Me
- 1996 - Coplas and Songs
- 2005 - Revolution of the Heart
- 2010 - Legend
- 2012 - Legend II
- 2013 - Songbook 2013 Live in Wilhelmshaven